# Décès en septembre 2014
Décès
- 2010
- 2011
- 2012
- 2013
- 2014
- 2015
- 2016
- 2017
- 2018

Pour une information complémentaire, voir la page d'aide.

| Date          | Nom                           | Activités                                                                                           | Âge   | Source |
| ------------- | ----------------------------- | --------------------------------------------------------------------------------------------------- | ----- | ------ |
| 1er septembre | Ralf Bendix                   | Chanteur de schlager allemand.                                                                      | 90    | (de)   |
| 1er septembre | Mary T. Clark                 | Universitaire américaine spécialiste de l'histoire de la philosophie.                               | 100   | (en)   |
| 1er septembre | Gottfried John                | Acteur allemand.                                                                                    | 72    | (de)   |
| 1er septembre | Óscar Magurno                 | Homme politique uruguayen.                                                                          | 84    | (es)   |
| 1er septembre | Rogers McKee                  | Lanceur gaucher de Baseball américain.                                                              | 87    | (en)   |
| 1er septembre | Georges Pradez                | Animateur belge de radio et de télévision.                                                          | 75    | (be)   |
| 1er septembre | Hugh McGregor Ross            | Scientifique et théologien britannique, pionnier de l'histoire britannique de l'informatique.       | 97    | (en)   |
| 1er septembre | Elena Varzi                   | Actrice italienne.                                                                                  | 94    | (it)   |
| 1er septembre | Jimi Jamison                  | Chanteur et auteur-compositeur américain.                                                           | 63    | (en)   |
| 1er septembre | Mokhtar Ali Zubeyr            | Chef du groupe islamiste somalien.                                                                  | 37    | (en)   |
| 2 septembre   | Jacques Boissenot             | Œnologue français.                                                                                  | 75    | (fr)   |
| 2 septembre   | Helena Rakoczy                | Gymnaste polonaise, médaillée de bronze aux Jeux olympiques d'été de 1956.                          | 92    | (pl)   |
| 2 septembre   | Sándor Rozsnyói               | Athlète hongrois, médaillé d'argent aux Jeux olympiques d'été de 1956.                              | 83    | (hu)   |
| 2 septembre   | Steven Sotloff                | Journaliste américain.                                                                              | 31    | (en)   |
| 2 septembre   | Graham Theakston              | Réalisateur britannique.                                                                            | 62    | (en)   |
| 3 septembre   | Thawan Duchanee               | Artiste peintre thaïlandais.                                                                        | 74    | (en)   |
| 3 septembre   | Jacqueline Risset             | Poétesse, femme de lettres, traductrice française de l'italien.                                     | 78    |        |
| 4 septembre   | Martynas Andriukaitis (en)    | Basketteur lituanien.                                                                               | 33    |        |
| 4 septembre   | Donatas Banionis              | Acteur soviétique, lituanien.                                                                       | 90    |        |
| 4 septembre   | Gustavo Cerati                | Chanteur argentin du groupe de rock Soda Stereo.                                                    | 55    |        |
| 4 septembre   | Franca Falcucci               | Femme politique italienne.                                                                          | 88    | (it)   |
| 4 septembre   | Michèle Guigon                | Actrice et musicienne française.                                                                    | 55    | (fr)   |
| 4 septembre   | Włodzimierz Kotoński          | Compositeur polonais.                                                                               | 89    | (pl)   |
| 4 septembre   | Gerrit Kouwenaar              | Journaliste, traducteur et poète néerlandais.                                                       | 91    | (nl)   |
| 4 septembre   | Serge Markó                   | Peintre français.                                                                                   | 87    |        |
| 4 septembre   | Wolfhart Pannenberg           | Théologien protestant allemand.                                                                     | 85    | (de)   |
| 4 septembre   | Joan Rivers                   | Actrice, animatrice de télévision et humoriste américaine.                                          | 81    |        |
| 4 septembre   | Ichirō Satsuki                | Chanteur, japonais.                                                                                 | 95    | (ja)   |
| 4 septembre   | Hagen Schulze                 | Historien allemand.                                                                                 | 71    | (de)   |
| 5 septembre   | Karel Černý                   | Directeur artistique tchèque, lauréat d'un Oscar en 1985 pour le film Amadeus.                      | 92    |        |
| 5 septembre   | Ali Doudou                    | Footballeur algérien.                                                                               | 87    |        |
| 5 septembre   | Noel Hinners (en)             | Scientifique en chef américain de la NASA (1987-1989).                                              | 78    |        |
| 6 septembre   | Dominique Darbois             | Photographe française.                                                                              | 89    |        |
| 6 septembre   | Cirilo Flores (en)            | Prélat catholique américain.                                                                        | 66    | (en)   |
| 6 septembre   | Stefan Gierasch               | Acteur américain.                                                                                   | 88    | (en)   |
| 6 septembre   | Édith Girard                  | Architecte française.                                                                               | 65    |        |
| 6 septembre   | Kira Zvorykina                | Championne d'échecs soviétique, russe.                                                              | 94    | (ru)   |
| 7 septembre   | Francis Cavalier-Bénézet      | Homme politique français.                                                                           | 92    |        |
| 7 septembre   | Maryna Dorochenko             | Basketteuse ukrainienne.                                                                            | 33    | (ru)   |
| 7 septembre   | Don Keefer                    | Acteur américain.                                                                                   | 98    | (en)   |
| 7 septembre   | Yoshiko Ōtaka                 | Chanteuse et actrice japonaise.                                                                     | 94    | (ja)   |
| 7 septembre   | Elsa-Marianne von Rosen       | Danseuse de ballet et chorégraphe suédoise.                                                         | 88    | (sv)   |
| 8 septembre   | Roger Auque                   | Journaliste et diplomate français.                                                                  | 58    |        |
| 8 septembre   | Marvin Barnes                 | Basketteur américain.                                                                               | 62    |        |
| 8 septembre   | Désiré Carré                  | Footballeur français.                                                                               | 91    |        |
| 8 septembre   | Truett Cathy                  | Homme d'affaires américain.                                                                         | 93    | (en)   |
| 8 septembre   | Norberto Conde                | Footballeur argentin.                                                                               | 83    | (es)   |
| 8 septembre   | Michel Crespin                | Metteur en scène et scénographe français.                                                           | 74    |        |
| 8 septembre   | Sean O'Haire                  | Catcheur américain, pratiquant le combat libre.                                                     | 43    | (en)   |
| 8 septembre   | Magda Olivero                 | Cantatrice italienne.                                                                               | 104   |        |
| 8 septembre   | Gerald Wilson                 | Musicien américain de jazz.                                                                         | 96    |        |
| 9 septembre   | Montserrat Abelló i Soler     | Poétesse et traductrice catalane.                                                                   | 96    | (es)   |
| 9 septembre   | Firoza Begum                  | Chanteuse bangladaise.                                                                              | 84    | (en)   |
| 9 septembre   | Graham Joyce                  | Écrivain britannique.                                                                               | 59    | (en)   |
| 9 septembre   | Zsolt Kézdi-Kovács            | Réalisateur hongrois.                                                                               | 78    | (hu)   |
| 9 septembre   | Étienne Schlumberger          | Officier de marine français, Compagnon de la Libération.                                            | 99    |        |
| 9 septembre   | Bob Suter                     | Hockeyeur sur glace américain, champion aux Jeux olympiques d'hiver de 1980.                        | 57    | (en)   |
| 9 septembre   | Tang Yijie                    | Philosophe et sinologue chinois.                                                                    | 87    | (en)   |
| 10 septembre  | Emilio Botín                  | Banquier espagnol.                                                                                  | 79    |        |
| 10 septembre  | António José da Silva Garrido | Arbitre international portugais de football.                                                        | 81    | (pt)   |
| 10 septembre  | Richard Kiel                  | Acteur américain.                                                                                   | 74    | (en)   |
| 10 septembre  | Oldřich František Korte       | Compositeur tchèque.                                                                                | 88    | (cs)   |
| 10 septembre  | Edward Nelson                 | Mathématicien américain.                                                                            | 82    | (en)   |
| 10 septembre  | Yoshinori Sakai               | Athlète japonais.                                                                                   | 69    | (en)   |
| 10 septembre  | Károly Sándor                 | Footballeur hongrois.                                                                               | 85    |        |
| 11 septembre  | Bob Crewe                     | Auteur-compositeur américain.                                                                       | 83    | (en)   |
| 11 septembre  | Antoine Duhamel               | Compositeur français de la Nouvelle Vague.                                                          | 89    |        |
| 11 septembre  | Joachim Fuchsberger           | Acteur allemand.                                                                                    | 87    | (de)   |
| 11 septembre  | Donald Sinden                 | Acteur britannique.                                                                                 | 90    | (en)   |
| 12 septembre  | Joseph Abangite Gasi          | Prélat catholique sud-soudanais.                                                                    | 86    | (en)   |
| 12 septembre  | Henri-Gérard Augustine        | Footballeur français.                                                                               | 89    |        |
| 12 septembre  | Mahant Avaidyanath            | Prédicateur et politicien hindou                                                                    | 93    |        |
| 12 septembre  | Atef Ebeid                    | Homme politique égyptien, Premier ministre (1999-2004).                                             | 82    | (en)   |
| 12 septembre  | Salah El Mahdi                | Musicologue, chef d'orchestre, compositeur tunisien.                                                | 89    |        |
| 12 septembre  | Ian Paisley                   | Homme politique et pasteur protestant britannique nord-irlandais.                                   | 88    |        |
| 12 septembre  | Joe Sample                    | Pianiste américain de jazz.                                                                         | 75    |        |
| 12 septembre  | Schultz (Parabellum)          | Musicien de punk rock.                                                                              | 53    |        |
| 12 septembre  | Catherine Sola                | Actrice française.                                                                                  | 73    | (en)   |
| 13 septembre  | Milan Galić                   | Footballeur yougoslave, champion aux Jeux olympiques d'été de 1960.                                 | 76    |        |
| 13 septembre  | David Haines                  | Travailleur humanitaire britannique assassiné par l'État Islamique.                                 | 44    |        |
| 14 septembre  | Bruno Castanheira             | Cycliste portugais.                                                                                 | 37    | (pt)   |
| 14 septembre  | Servílio Conti (en)           | Prélat catholique italien.                                                                          | 97    | (en)   |
| 14 septembre  | Jacques Delarue               | Résistant, policier et historien français.                                                          | 94/95 | [N]    |
| 14 septembre  | André Heinrich                | Réalisateur français.                                                                               | 91    | (en)   |
| 14 septembre  | Miroslav Hlinka               | Hockeyeur sur glace slovaque.                                                                       | 42    | (sk)   |
| 14 septembre  | Angus Lennie                  | Acteur écossais.                                                                                    | 84    | (en)   |
| 14 septembre  | Constantin Melnik             | Figure du renseignement français.                                                                   | 86    |        |
| 15 septembre  | Ted Belytschko                | Ingénieur mécanicien américain.                                                                     | 71    | (en)   |
| 15 septembre  | Giuliana Berlinguer           | Écrivaine et cinéaste italienne.                                                                    | 80    | (it)   |
| 15 septembre  | Yitzhak Hofi                  | Général israélien, directeur du Mossad (1974-1982).                                                 | 87    |        |
| 15 septembre  | Nicolas Romanovitch de Russie | Prince russe, chef de la Maison impériale de Russie.                                                | 91    |        |
| 15 septembre  | Claude A. Simard              | Peintre canadien.                                                                                   | 72    |        |
| 15 septembre  | Alexandre Vitkine             | Ingénieur, photographe, infographiste et info-sculpteur français centenaire.                        | 104   |        |
| 15 septembre  | François Wahl                 | Philosophe et éditeur français.                                                                     | 89    |        |
| 17 septembre  | Andriy Gousine                | Footballeur ukrainien.                                                                              | 41    |        |
| 17 septembre  | Welby Van Horn                | Tennisman américain.                                                                                | 94    | (en)   |
| 17 septembre  | Wakachichibu Komei            | Lutteur de sumo japonais.                                                                           | 75    |        |
| 17 septembre  | Peter von Bagh                | Historien du cinéma, écrivain, réalisateur, scénariste et critique finlandais.                      | 71    | (en)   |
| 17 septembre  | China Zorrilla                | Actrice uruguayenne.                                                                                | 92    | (es)   |
| 18 septembre  | Margie Day                    | Chanteuse de rhythm and blues et de jazz américaine.                                                | 88    | (en)   |
| 18 septembre  | Earl Ross                     | Pilote automobile canadien.                                                                         | 73    | (en)   |
| 18 septembre  | Olivier Vanneste              | Homme politique belge.                                                                              | 84    |        |
| 18 septembre  | Kenny Wheeler                 | Trompettiste canadien de jazz.                                                                      | 84    |        |
| 19 septembre  | André Bergeron                | Syndicaliste français.                                                                              | 92    |        |
| 19 septembre  | Marcel Dussault               | Coureur cycliste français.                                                                          | 88    |        |
| 19 septembre  | Odette Gartenlaub             | Compositrice française.                                                                             | 92    |        |
| 19 septembre  | Pati Hill                     | Artiste et écrivaine américaine.                                                                    | 93    | (en)   |
| 19 septembre  | Audrey Long                   | Actrice américaine.                                                                                 | 92    | (en)   |
| 19 septembre  | U. Srinivas                   | Mandoliniste indien.                                                                                | 45    | (en)   |
| 20 septembre  | Anatoli Berezovoï             | Cosmonaute soviétique, russe.                                                                       | 72    | (ru)   |
| 20 septembre  | Polly Bergen                  | Actrice américaine.                                                                                 | 84    |        |
| 20 septembre  | Harold Burrows                | Joueur américain de tennis.                                                                         | 89    | (en)   |
| 20 septembre  | Pino Cerami                   | Coureur cycliste italien naturalisé belge.                                                          | 92    |        |
| 20 septembre  | J. California Cooper          | Dramaturge américaine.                                                                              | 82    | (en)   |
| 20 septembre  | Antoine-Gunther d'Oldenbourg  | Prince allemand, chef de la maison grand-ducale d’Oldenbourg.                                       | 91    | (de)   |
| 20 septembre  | George Sluizer                | Réalisateur néerlandais.                                                                            | 82    | (en)   |
| 21 septembre  | Anne-Marie Deschodt           | Actrice, femme de lettres et traductrice française, épouse de Louis Malle puis de Guy de Rougemont. | ?     |        |
| 21 septembre  | Linda Griffiths               | Actrice canadienne.                                                                                 | 57    | (en)   |
| 21 septembre  | Michael Harari                | Agent de renseignements israélien.                                                                  | 87    |        |
| 21 septembre  | Caldwell Jones                | Basketteur américain.                                                                               | 64    | (en)   |
| 21 septembre  | Rémi Waterhouse               | Scénariste et réalisateur français.                                                                 | 58    |        |
| 21 septembre  | Jan Werner                    | Athlète polonais, médaillé d'argent aux Jeux olympiques d'été de 1976.                              | 68    | (pl)   |
| 22 septembre  | Fernando Cabrita              | Footballeur portugais.                                                                              | 91    |        |
| 22 septembre  | Alexey Chervonenkis           | Mathématicien russe.                                                                                | 76    | (ru)   |
| 22 septembre  | Youssef Eid                   | Acteur égyptien.                                                                                    | 66    |        |
| 22 septembre  | Ailo Gaup                     | Auteur norvégien.                                                                                   | 70    | (no)   |
| 22 septembre  | Sahana Pradhan                | Femme politique népalaise.                                                                          | 87    | (en)   |
| 22 septembre  | Flor Van Noppen               | Homme politique belge.                                                                              | 58    |        |
| 22 septembre  | Erik van der Wurff            | Pianiste et compositeur néerlandais.                                                                | 69    | (nl)   |
| 23 septembre  | Gilles Latulippe              | Comédien et humoriste québécois.                                                                    | 77    |        |
| 24 septembre  | Hervé Gourdel                 | Guide de haute montagne français assassiné par des djihadistes algériens.                           | 55    |        |
| 24 septembre  | Sebastian Haag                | Alpiniste et skieur de pentes raides allemand.                                                      | 35    | (de)   |
| 24 septembre  | Christopher Hogwood           | Claveciniste, chef d'orchestre, musicologue et homme de radio britannique.                          | 73    |        |
| 24 septembre  | Carlotta Ikeda                | Danseuse et chorégraphe japonaise de butō.                                                          | 73    |        |
| 24 septembre  | Deborah Mitford               | Femme de lettres britannique.                                                                       | 94    |        |
| 24 septembre  | Gérard Violette               | Directeur artistique français.                                                                      | 76    |        |
| 25 septembre  | Toby Balding                  | Entraîneur de sport hippique britannique.                                                           | 78    | (en)   |
| 25 septembre  | Farid Belkahia                | Artiste peintre marocain.                                                                           | 80    |        |
| 25 septembre  | István Hernek                 | Céiste hongrois, médaillé d'argent aux Jeux olympiques d'été de 1956.                               | 79    | (en)   |
| 25 septembre  | Jaak Joala                    | Chanteur estonien.                                                                                  | 64    | (ekk)  |
| 25 septembre  | Khaled Saleh                  | Acteur égyptien.                                                                                    | 50    |        |
| 25 septembre  | Sulejman Tihić                | Homme politique bosnien.                                                                            | 62    | (bs)   |
| 25 septembre  | Dorothy Tyler                 | Athlète britannique, médaillée d'argent olympique en 1936 et 1948.                                  | 94    | (en)   |
| 26 septembre  | Mohamed Bhaïja                | Footballeur international marocain.                                                                 | 75    |        |
| 26 septembre  | Charles Dobzynski             | Auteur et poète français.                                                                           | 85    |        |
| 26 septembre  | Wolfgang Hutter               | Peintre autrichien.                                                                                 | 85    | (de)   |
| 26 septembre  | Gerald Neugebauer             | Astronome américain.                                                                                | 82    | (en)   |
| 27 septembre  | Gaby Aghion                   | Styliste française.                                                                                 | 93    |        |
| 27 septembre  | Danièle Breem                 | Journaliste française.                                                                              | 93    |        |
| 27 septembre  | Abdelmajid Lakhal             | Acteur de cinéma et metteur en scène tunisien de théâtre.                                           | 74    |        |
| 27 septembre  | Maurice Lévy-Leboyer          | Historien de l'économie français.                                                                   | 94    |        |
| 27 septembre  | Antti Lovag                   | Architecte hongrois.                                                                                | 94    |        |
| 27 septembre  | Sarah Danielle Madison        | Actrice américaine.                                                                                 | 40    |        |
| 27 septembre  | Jean-Jacques Pauvert          | Éditeur français.                                                                                   | 88    |        |
| 27 septembre  | James Traficant               | Homme politique américain.                                                                          | 73    | (en)   |
| 27 septembre  | Zhang Xianliang               | Auteur et poète chinois.                                                                            | 78    | (zh)   |
| 28 septembre  | Gérard Farasse                | Poète et professeur de littérature français.                                                        | 69    |        |
| 28 septembre  | Sirkka Polkunen               | Fondeuse finlandaise, championne aux Jeux olympiques d'hiver de 1956.                               | 86    | (fi)   |
| 28 septembre  | José Luis Serna Alzate (en)   | Prélat catholique italien.                                                                          | 78    |        |
| 29 septembre  | Jean-Philippe Auclair (en)    | Skieur extrême québécois et producteur de cinéma documentaire de montagne.                          | 37    |        |
| 29 septembre  | André Blanchard               | Écrivain français.                                                                                  | 63    |        |
| 29 septembre  | Miguel Boyer                  | Homme politique espagnol.                                                                           | 75    |        |
| 29 septembre  | Vítor Crespo                  | Homme politique portugais.                                                                          | 81    | (pt)   |
| 29 septembre  | Carlo Curis (en)              | Diplomate et prélat catholique italien.                                                             | 90    | (en)   |
| 29 septembre  | Andreas Fransson (en)         | Alpiniste et skieur extrême suédois.                                                                | 31    |        |
| 29 septembre  | Yves Marchesseau              | Animateur de télévision français.                                                                   | 62    |        |
| 29 septembre  | Luis Nishizawa                | Peintre mexicain.                                                                                   | 96    |        |
| 29 septembre  | Len Ronson                    | Joueur professionnel de hockey sur glace canadien.                                                  | 78    | (en)   |
| 30 septembre  | Billie Barry                  | Chorégraphe irlandaise.                                                                             | 93    | (en)   |
| 30 septembre  | Erik Hansen                   | Kayakiste danois, médaillé olympique (d'or et de bronze 1960, de bronze 1968).                      | 74    | (da)   |
| 30 septembre  | Iemasa Kayumi                 | Seiyū et acteur japonais.                                                                           | 81    | (ja)   |
| 30 septembre  | Elina Labourdette             | Actrice française.                                                                                  | 95    |        |
| 30 septembre  | Martin Lewis Perl             | Physicien américain, co-lauréat du Nobel 1995.                                                      | 87    | (en)   |
| 30 septembre  | Michel Santangeli             | Batteur français.                                                                                   | 69    |        |
| 30 septembre  | Robert Frederick Schilling    | Hématologue américain.                                                                              | 96    | (en)   |